# Arthur Franzetti
Arthur Franzetti, eigentlich Arthur Jellinek (* 1. April 1873 in Eibenschitz, Böhmen; † nach 1928) war ein österreichischer Gesangskomiker, Schauspieler und Bühnenschriftsteller.

## Leben
Wo er seine Ausbildung erhielt, ist unbekannt. Sein Debüt als Komiker gab er 1899 am Budapester Orpheum in Wien. 1904 spielte er in den Wiener Folies Caprice, dessen Leiter Alexander „Sandor“ Rott war. 1910 bis 1914 trat er am Gebrüder-Herrnfeld-Theater in Berlin auf, 1922 im Metropol Operetten Theater in Köln. 1923 kehrte Franzetti nach Wien zurück, wo er im Varietè Reklame Regie führte. 1928 tauchte er neuerlich in Deutschland auf, dann verliert sich seine Spur.
Er verfasste zahlreiche Couplets und Soloszenen für Armin Berg, Heinrich Eisenbach, Hans Moser und sich selbst sowie Schwänke und Operetten.

## Werke

### Lieder und Couplets
- Der Wanzenvertilger, Komisches Intermezzo, 1900
- Drei Jubilare, Soloszene, 1913
- Der Anfang und das Ende, Couplet, 1899
- Der betrunkene Ehemann, Couplet, 1901
- Der Mann mit die ölzene Bein, Volkslied aus dem Elsässischen, 1913
- Die Perle der Frauenwelt, Walzerlied, 1900
- Dragoner Frnjak im Manöver, Soldatenlied, 1913
- Frauen und Instrumente, Couplet, 1899
- Hinter Metz bei Paris in Chalons, Lied, 1913
- O Rosadomino, Couplet 1899
- Norbertl mit dem Schnorrbärtl, Couplet 1913
- Rosa, Couplet, 1900
- Von der Trauung bis zur Scheidung, Potpourrie, 1899

### Bühnenwerke
- Das Haus muß rein bleiben (mit Josef Armin), Burleske, 1913
- Der platonische Hausfreund (mit Josef Armin), Schwank, 1913
- Die violette Pleureuse (mit Josef Armin), Schwank, 1913
- Es hat geblitzt, Posse, 1900
- Familie Knopfloch, Posse, 1907
- Unterm Brettl, ein Genrebild, 1901
- Vaust und Kröte – das größte Drama der Jetztzeit, Posse, 1901
- Wenn die Toten erwachen (mit Josef Armin), Burleske, 1913[2]
- Zimmt und Leiser bei de Boxer, Posse mit Gesang, 1900

### Schriften
- Die neuesten Original-Vorträge, mit einem Vorwort des Autors, Verlag Südungarn, Druckerei Temesvar, 1899

## Tondokumente (Auswahl)
Franzetti hinterließ Grammophonaufnahmen auf Polyphon und Dacapo-Records.
1. Dacapo
- D 1162 (Matr. 1162) Der Gerichtsdiener, 1. Teil[3]
- D 1163 (Matr. 1163) Der Gerichtsdiener, 2. Teil[4]
- D 1166 (Matr. 1166) Der Amerikaner
- D 1167 (Matr. 1167) Die beiden Förster

- D 1083 (Matr. 1083) Der Mord
- D 1084 (Matr. 1084) W.C. – ein drolliges Mißverständnis

2. Polyphon
- 4201   Heinrich, laß die Hosen runter. Couplet (Nelson)
- 4202   Einladung zum Kegelschieben
- 4214   Der Mord